# Leadsheet

Voorbeeld van een leadsheet

Leadsheet, ook bekend als chart, is een aanduiding voor een type muzieknotatie waarbij een compositie wordt weergegeven door een melodie, vaak op een enkele notenbalk, met daarboven de akkoordsymbolen. Deze manier van noteren wordt veelal gebruikt in de jazzmuziek en andere lichte muziekgenres.